# Neotamias panamintinus
Neotamias panamintinus là một loài động vật có vú trong Họ Sóc, bộ Gặm nhấm. Loài này được Merriam mô tả năm 1893.